# Frascaro
Frascaro är en ort och kommun i provinsen Alessandria i regionen Piemonte i Italien. Kommunen hade 432 invånare (2018).